# Haxhi Lleshi

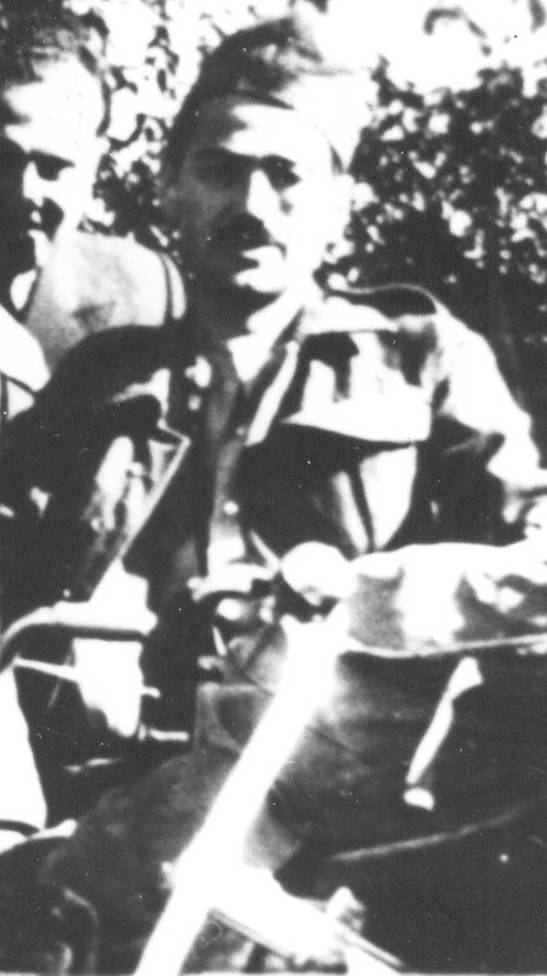
Haxhi Leshi im Vordergrund (1943)

Haxhi Lleshi (* 19. Oktober 1913; † 1. Januar 1998) war ein albanischer Partisan und Politiker (PdAA). 

## Partisan
Lleshi war einer der wichtigsten Kommandanten im Kampf Albaniens während des Zweiten Weltkriegs gegen die Deutschen und die Italiener. Er wird von einigen Albanern wegen seiner Aktionen im Krieg immer noch als Held angesehen. Als 1944 eine kommunistische, antifaschistische Regierung in Albanien errichtet wurde, wurde Lleshi Innenminister und hatte diesen Posten bis 1946 inne.

## Politiker
Am 1. August 1953 wurde Lleshi Vorsitzender des Präsidiums der gesetzgebenden Körperschaft der Bürger. Er war neben Enver Hoxha und Mehmet Shehu einer der einflussreichsten Politiker im kommunistischen Regime Albaniens, obwohl er oft als Marionette Hoxhas angesehen wurde, der in der Tat der Diktator Albaniens war. Während der Zeit der Machtstellung Lleshis wurde Albanien als eine der unabhängigsten kommunistischen Nationen bekannt, weil es sich zunächst mit der Sowjetunion verfeindete, dann Verbündeter Chinas wurde und sich danach ebenfalls mit China verfeindete. 
Er gehörte außerdem zu den 154 Personen, denen der Titel „Held des Volkes“ (Hero i Popullit) verliehen wurde.
Lleshi verlor seine Position als Vorsitzender des Präsidiums der gesetzgebenden Körperschaft der Bürger nach knapp 30 Jahren im Amt am 22. November 1982, als Hoxha die Regierung umbildete. Drei Jahre später starb Hoxha und das kommunistische Regime fiel während der frühen 1990er Jahre, doch Lleshi lebte weiterhin in Albanien.

## Ermittlungen
Im Jahre 1996 wurde Lleshi vor Gericht gestellt und des Völkermords und Verbrechen gegen die Menschlichkeit für schuldig befunden, die er während seiner Zeit im kommunistischen Regime Albaniens begangen hatte.
Die Anklage erfolgte 1996 zusammen mit Manush Myftiu, dem früheren Präsidenten des Obersten Gerichts Aranit Çela, dem ehemaligen Generalstaatsanwalt Rapi Mino sowie Zylyftar Ramizi, einem früheren Vize-Innenminister. Dabei ging es um die Beteiligung an Verbrechen gegen die Menschlichkeit durch die Zentrale Ausweisungs- und Abschiebungskommission, deren Vorsitzender Myftiu war und dem die Mitangeklagten angehörten. Die durch ein Gericht verhängte Todesstrafe wurde durch das Oberste Gericht in einer Entscheidung vom 24. Juli 1996 wie folgt gemildert: Ramizi erhielt eine lebenslange Freiheitsstrafe, Cela 25 Jahre und Mina fünf Jahre Freiheitsstrafe, während Leshi und Myftiu aufgrund ihres Alters und Gesundheitszustandes gegen Zahlung einer Kaution aus der Haft entlassen wurden.